# València Norte

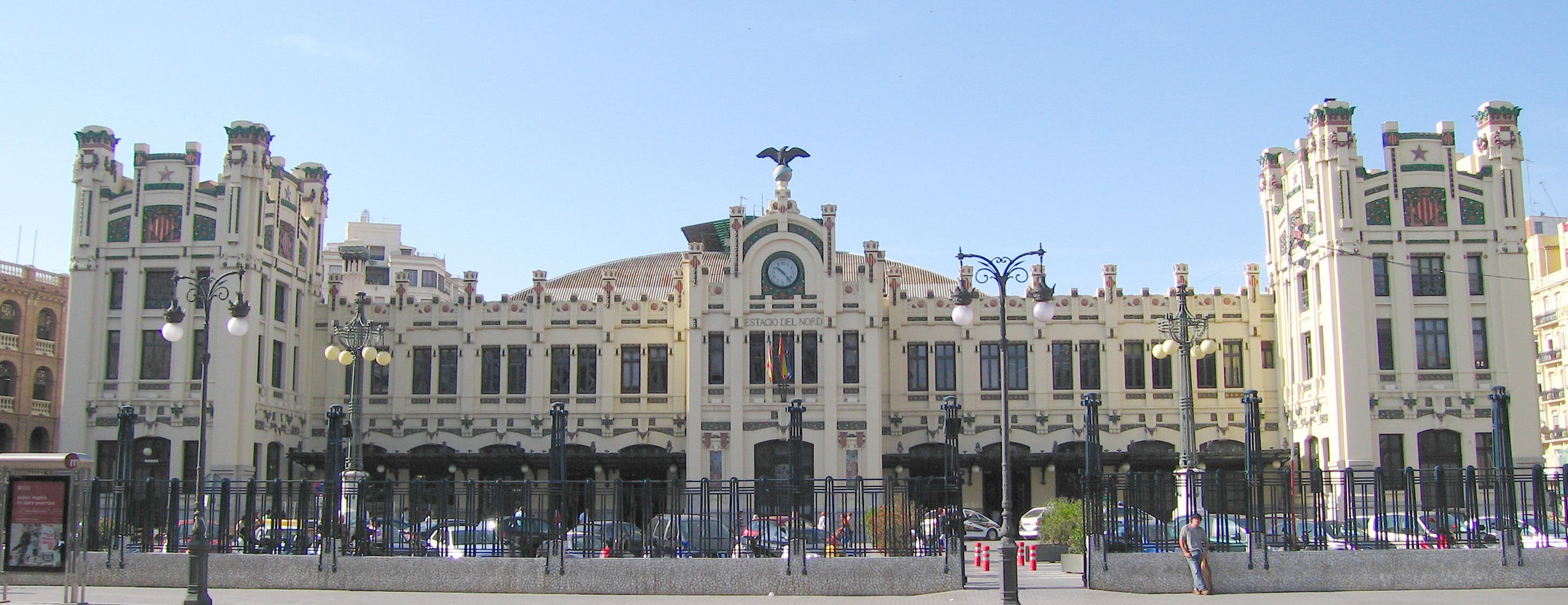
Panorama budynku dworcowego

València Norte – stacja kolejowa w Walencji, we wspólnocie autonomicznej Walencja, w Hiszpanii. Znajduje się tu 6 peronów.

## Historia
Dworzec usytuowany jest w samym sercu Walencji, tuż obok Plaza de toros i tylko 200 metrów od ratusza. Został wybudowany w latach 1906-1917. Jest jednym z najbardziej symbolicznych zabytków architektury obywatelskiej w mieście.
Jej fasada z motywami roślinnym, pomarańczy i kwiatami pomarańczy, jest inspirowana rolniczym krajobrazem Walencji.

## Układ
Główne wejście do stacji znajduje się na ulicy Játiva 24, podczas gdy inne ma dostęp do rogu ulicy Bailén Marzal. Zestaw torów i budynek jest obwarowane przez ulice Alicante i Bailén na wschodzie i zachodzie, i Játiva na północy. Na południe prowadzą linie kolejowe.
Stacja powiązana jest również z siecią metra, z jej dwoma stacjami (Xativa i Bailén) w obrębie stacji i innymi (Plaça Espanya) kilka minut spacerem od stacji.
Przewiduje się, że ruch kolejowy zostania skierowany na nowy dworzec Valencia-Parc Central. Ma to związek z planowanym połączeniem kolei dużych prędkości AVE.